# Chiclayo (stad)
Chiclayo is een stad in de gelijknamige provincie en van de regio Lambayeque van Peru. 
De stad ligt op ongeveer 700 kilometer ten noorden van de hoofdstad Lima en ligt op 13 kilometer van de Pacifische kust. In 2015 telde de stad 600.000 inwoners, waarmee het (na Lima/Callao, Arequipa en Trujillo) de vierde stad van het land is.

## Geschiedenis
Chiclayo werd in de 16e eeuw gesticht door Spaanse ontdekkingsreizigers. Op 15 april 1835 werd het officieel tot stad uitgeroepen door de toenmalige president Felipe Santiago Salaverry en kreeg de stad de bijnaam de heldhaftige stad. Momenteel is Chiclayo een grote moderne stad en heeft het de bijnaam de vriendelijke stad. 

## Bestuurlijke indeling
Deze stad (ciudad) bestaat uit vier districten:
- Chiclayo (hoofdplaats van de provincie)
- José Leonardo Ortíz
- La Victoria
- Pimentel

## Sport
De professionele voetbalclub Juan Aurich heeft Chiclayo als thuisbasis en speelt in de Primera Division, de hoogste Peruaanse voetbaldivisie. In 2011 werd de club landskampioen. De club speelt haar wedstrijden in het Estadio Elías Aguirre, dat plaats biedt aan 25.000 toeschouwers.

## Religie
De stad is de zetel van het rooms-katholieke bisdom Chiclayo.
Van 2015 tot 2023 was paus Leo XIV bisschop van deze stad en het bijhorende bisdom.

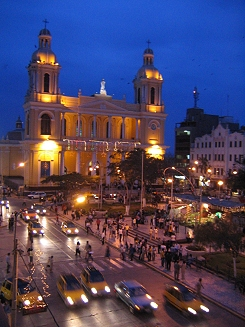
Centrale plein met de kathedraal

## Geboren
- Walter Vílchez (1982), voetballer
- Edgard Iván Rimaycuna Inga (1989), priester en pauselijk secretaris
- Yordy Reyna (1993), voetballer

Arequipa · Ayacucho · Cajamarca · Chiclayo · Chimbote · Chincha Alta · Cuzco · Huancayo · Huánuco · Huaraz · Ica · Iquitos · Juliaca · Lima · Pisco · Piura · Pucallpa · Puno · Sullana · Tacna · Tarapoto · Trujillo · Tumbes